# Usina CTAH
A Usina — Centro de Trabalhos para o Ambiente Habitado (Usina CTAH), também chamada apenas de Usina - é um escritório de arquitetura brasileiro de assistência técnica - ou seja, uma assessoria técnica - voltada a movimentos populares. Fundada em 1990 em São Paulo, a Usina tem atuado em projetos com participação dos trabalhadores, onde estes podem ajudar a planejar, projetar e construir suas próprias habitações, além de outras edificações como centros comunitários, escolas e creches principalmente nos estados de São Paulo, Minas Gerais e Paraná.
A Usina já participou da concepção e execução de mais de cinco mil unidades habitacionais, inspiradas em movimentos como as cooperativas habitacionais uruguaias. Também atuou no desenvolvimento de planos urbanísticos, de urbanização de favelas e na formação e organização de cooperativas de trabalho, indo no caminho oposto a produção autoral e estritamente comercial da arquitetura e do urbanismo contemporâneo. A atuação da Usina se aproxima das demandas das reformas urbana e agrária, sendo próxima muitas vezes de movimentos sociais dessas áreas.
Nos últimos anos a Usina CTAH também tem desenvolvido vídeos, exposições e oficinas de educação popular ligados direta e indiretamente ao seu trabalho.

## Histórico
As origens da Usina vem dos anos 1980, quando seus fundadores já estavam - vinculados a outras instituições, a laboratórios acadêmicos ou de forma isolada – trabalhando junto a movimentos sociais de luta por moradia. Parte deles fazia parte do Laboratório de Habitação da Faculdade de Belas Artes de São Paulo, fundado em 1982. Quando esse laboratório foi fechado com uma crise da faculdade em 1986, seus integrantes migraram ou fundaram iniciativas similares em outras universidades, sendo que o Núcleo de Desenvolvimento da Criatividade (Nudecri) da Unicamp recebeu grande parte da "herança" do Laboratório de Habitação da Faculdade de Belas Artes, retomando alguns trabalhos ali iniciados.
Um dos objetivos do Nudecri era dar continuidade ao desenvolvimento de um sistema construtivo baseado num conjunto de componentes pré-fabricados, utilizando blocos cerâmicos e técnicas simples de montagem, tecnologia esta que favorecia a produção de habitação por mutirão, onde as pessoas beneficiadas pela obra trabalham nela. Porém, nem todos tem habilidades na construção civil, por isso a simplificação do processo é importante. Este sistema também previa mecanismos simples e claros de administração de obras que asseguravam a possibilidade de controle do canteiro pelos participantes do mutirão. 
Alguns dos fundadores da Usina trabalharam no Nudecri até 1989, quando partiram para a construção de uma estrutura autônoma a universidade. No final de 1989, um grupo começou a prestar serviços de assessoria técnica para uma associação comunitária em Osasco. Este projeto - o Terra é Nossa - foi integralmente custeado e desenvolvido pelos moradores e estruturou a metodologia da Usina, que foi fundada após isso, em junho de 1990.
No fim de 1990, a Usina é convidada para realizar o que seria seu primeiro grande projeto:o Mutirão 26 de Julho. Foi um conjunto habitacional construído no bairro de São Mateus, na Zona Leste de São Paulo – local que acabou se tornando uma espécie de laboratório para experiências de habitação de interesse social. Mudanças na prefeitura paulistana, que financiou a obra, acabaram atrasando a finalização, que aconteceu apenas em 2000. Seguiram a estes os projetos do Cazuza, do Talara e do COPROMO.
O Mutirão Cazuza, em Diadema, compreendia um conjunto formado por 184 casas sobrepostas e seis edifícios de quatro pavimentos. O bem-sucedido Cazuza tirou a desconfiança quanto a construção em altura por mutirões. Já no Talara, no sul de São Paulo, o mutirão fez também a fundação.
Já o COPROMO surgiu da demanda habitacional surgida após o Terra é Nossa e do sucesso da construção em altura do Cazuza. Este trás inovações em técnicas com a escada metálica independente, e se torna um dos melhores exemplos dos mutirões autogeridos. A Usina auxilia diretamente apenas no primeiro ano, comparecendo apenas em reuniões periódicas depois. Também tendo atrasos nos financiamentos do governo, o conjunto habitacional é completamente concluído em 1998 com 1000 unidades em 50 edifícios.
Apesar da falta de apoio da prefeitura após o início da gestão de Paulo Maluf, outros projetos seguiram: os conjuntos habitacionais Casa Branca, União da Juta, Juta Nova Esperança - esses dois últimos vizinhos ao 26 de julho - em São Paulo; e fora da capital paulista, a urbanização da favela da Macaúba e um projeto pra Vila Popular em Diadema; a urbanização da Favela de Senhor dos Passos e o conjunto Zilah Sposito em Belo Horizonte, com uso pioneiro de estruturas de aço nas habitações de interesse social e um projeto para um novo assentamento do MST em Rio Bonito do Iguaçu, que ficou conhecida como "a cidade da Reforma Agrária".
Nos anos 2000, foi a vez do Conjunto Paulo Freire, na Cidade Tiradentes, e um projeto para a Vila Simone, em Guaianazes, ambos em São Paulo. Os dois projetos usam estrutura metálica, usadas após a experiência em Belo Horizonte. Outros projetos nesse século foram as Comunas Urbanas Dom Tomás Balduíno, concluída em 2008 em Franco da Rocha, e a Dom Hélder Câmara, concluída em 2012 em Jandira; o Centro de Formação Campo-Cidade do MST em Jarinu, concluído em 2010, e o Plano Local de Habitação de Interesse Social (PLHIS) de Diadema, feito entre 2008 e 2010.

### 25 anos e atualidade
Recentemente, a Usina também passou a investir em artes visuais: participou da exposição O Abrigo e o Terreno no Museu de Arte do Rio e também de uma intervenção no Museu de Arte Moderna do Rio de Janeiro.
Em 2015, como parte das comemorações de 25 anos da Usina CTAH, o livro Usina: entre o projeto e o canteiro e o documentário Arquitetura como prática política foram produzidos. A Federação Nacional dos Arquitetos ofereceu a Homenagem Especial do prêmio Arquiteto e Urbanista do Ano 2015 a Usina.
Atualmente a Usina segue acompanhando os mutirões Tânia Maria e Cinco de Dezembro, em Suzano; o Reassentamento da Comunidade do Piquiá de Baixo em Açailândia, no Maranhão e a Escola Popular de Agroecologia Egídio Brunetto em Prado, na Bahia.

## Projetos
- Terra é Nossa, em Osasco (antes da Usina ser criada oficialmente)
- 26 de Julho, em São Paulo
- Cazuza, em Diadema
- Talara, em São Paulo
- COPROMO, em Osasco
- Casa Branca, em São Paulo
- União da Juta, em São Paulo
- Juta Nova Esperança, em São Paulo
- Urbanização da favela da Macaúba, em Belo Horizonte
- Zilah Sposito, em Belo Horizonte
- Paulo Freire, em São Paulo
- Comuna Urbana Dom Tomás Balduíno, em Franco da Rocha
- Comuna Urbana Dom Hélder Câmara, em Jandira
- Centro de Formação Campo-Cidade do MST em Jarinu
- Plano Local de Habitação de Interesse Social (PLHIS) de Diadema